# Stephembruneria elegans
Stephembruneria elegans är en svampart som beskrevs av R.F. Castañeda 1988. Stephembruneria elegans ingår i släktet Stephembruneria, divisionen sporsäcksvampar och riket svampar.   Inga underarter finns listade i Catalogue of Life.